# Hippolyte François Jaubert

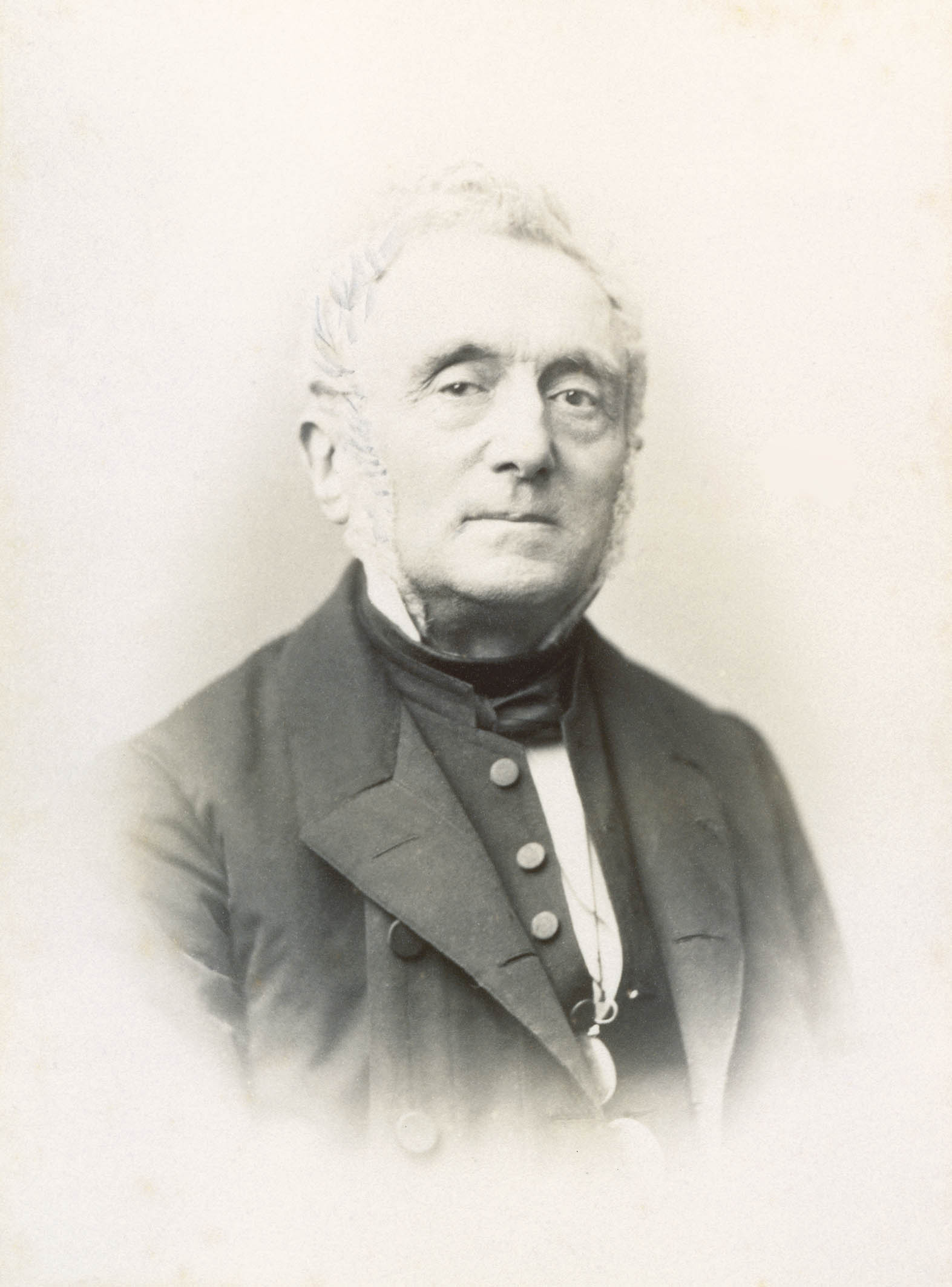
Hippolyte François Jaubert

Hippolyte François Comte Jaubert (* 27. Oktober 1798 in Paris; † 5. Dezember 1874 in Montpellier) war ein französischer Botaniker und Minister. Sein offizielles botanisches Autorenkürzel lautet „Jaub.“

## Leben
Sein Vater fiel in der Seeschlacht von Abukir und so wurde er von seinem Onkel François Jaubert (1758–1822) adoptiert, der Staatsrat und Gouverneur der Bank von Frankreich war. Auf Wunsch des Onkels studierte er Jura. Beim Tod seines Onkels erbte er den Grafentitel und ein großes Vermögen. Er kaufte große Ländereien in Berry und Eisenhütten in den Départements Nièvre und Cher und war Direktor der Eisenbahngesellschaft Compagnie du chemin de fer de Paris à Orléans. Außerdem war er politisch aktiv: 1830 wurde er Mitglied des Generalrats von Cher und wurde 1831 bis 1842 sechsmal in die Abgeordnetenkammer gewählt. 1840 war er Minister für Öffentliche Arbeiten im Kabinett von Adolphe Thiers. 1844 wurde er Pair von Frankreich. Im  Zweiten Kaiserreich zog er sich aus der Politik zurück und widmete sich der Botanik und Geschäften. Erst 1870 wurde er wieder politisch aktiv und Mitglied der Nationalversammlung.
Er interessierte sich früh für Geologie und Botanik, war 1821 Mitgründer der Société d’histoire naturelle de Paris und finanzierte die Reisen von Naturforschern nach Asien. Das von ihm damit angelegte Herbarium diente ihm mit dem des Naturgeschichtsmuseums in Paris als Grundlage seines Werks mit Édouard Spach über Pflanzen aus dem Orient. Hippolyte François Jaubert war 1854 Gründungsmitglied der französischen botanischen Gesellschaft.

## Ehrungen
1840 wurde er Ritter der Ehrenlegion. 1858 wurde er zum Mitglied der Deutschen Akademie der Naturforscher Leopoldina gewählt. Von 1858 bis 1872 war er Mitglied der Académie des sciences.
Die Pflanzengattung Jaubertia Guillemin aus der Familie der Rötegewächse (Rubiaceae) ist nach ihm benannt.

## Schriften
- mit Édouard Spach: Illustrationes plantarum orientalium …, 5 Bände, Paris: Roret 1842–1857.